# Jan Henryk Jedynak
Jan Henryk Jedynak (ur. 20 lipca 1892 w Paszczynie k. Ropczyc, zm. 26 maja 1966 w Londynie) – działacz ludowy okresu II RP, polityk sanacji, poseł I, IV i V kadencji, wicemarszałek Sejmu V kadencji, sekretarz zarządu powołanego w Palestynie Związku Pracy dla Państwa, kawaler Orderu Virtuti Militari.

## Życiorys
Pochodził z rodziny zaangażowanej politycznie, ojciec Michał był posłem do Sejmu Galicyjskiego i członkiem Rady Państwa.
W 1912 ukończył gimnazjum w Dębicy, po czym studiował na Akademii Rolniczej w Dublanach. Naukę kontynuował na uczelniach Danii, Szwecji, Francji i Niemiec.
W czasie I wojny światowej walczył w Legionach Polskich. W czasie służby w Legionach awansował na stopień chorążego (15 listopada 1915) i podporucznika piechoty (1 lipca 1916).
W latach 1918–1921 w Wojsku Polskim. 8 stycznia 1924 został zatwierdzony w stopniu kapitana ze starszeństwem z 1 czerwca 1919 i 482. lokatą w korpusie oficerów rezerwy piechoty. Posiadał przydział w rezerwie do 2 Pułku Piechoty Legionów w Pińczowie. W 1934, jako oficer rezerwy pozostawał w ewidencji Powiatowej Komendy Uzupełnień Warszawa Miasto III. Posiadał wówczas przydział w rezerwie do 9 Pułku Piechoty Legionów w Zamościu.
W II RP działacz gospodarczy, zaangażowany w problemy rolnictwa i rozwoju wsi, w latach 1935–1938 pracował w Ministerstwie Rolnictwa i Reform Rolnych. Członek ruchu ludowego, w latach 1921–1924 i 1927–1930 zasiadał w Radzie Naczelnej PSL „Piast”. Z ramienia tej partii piastował mandat posła na Sejm I kadencji. Po 1930 przeszedł na stronę sanacji, został jednym z jej głównych ekspertów ds. rolnictwa. Kandydował w wyborach do Sejmu IV i V kadencji – mandaty otrzymał z list BBWR i OZN w okręgu Jasło. W Sejmie II kadencji pełnił funkcję zastępcy posła z ramienia PSL „Piast”. W 1938 Sejm wybrał go wicemarszałkiem izby niższej V kadencji. Po 1939 przebywał na emigracji we Francji i Wielkiej Brytanii.

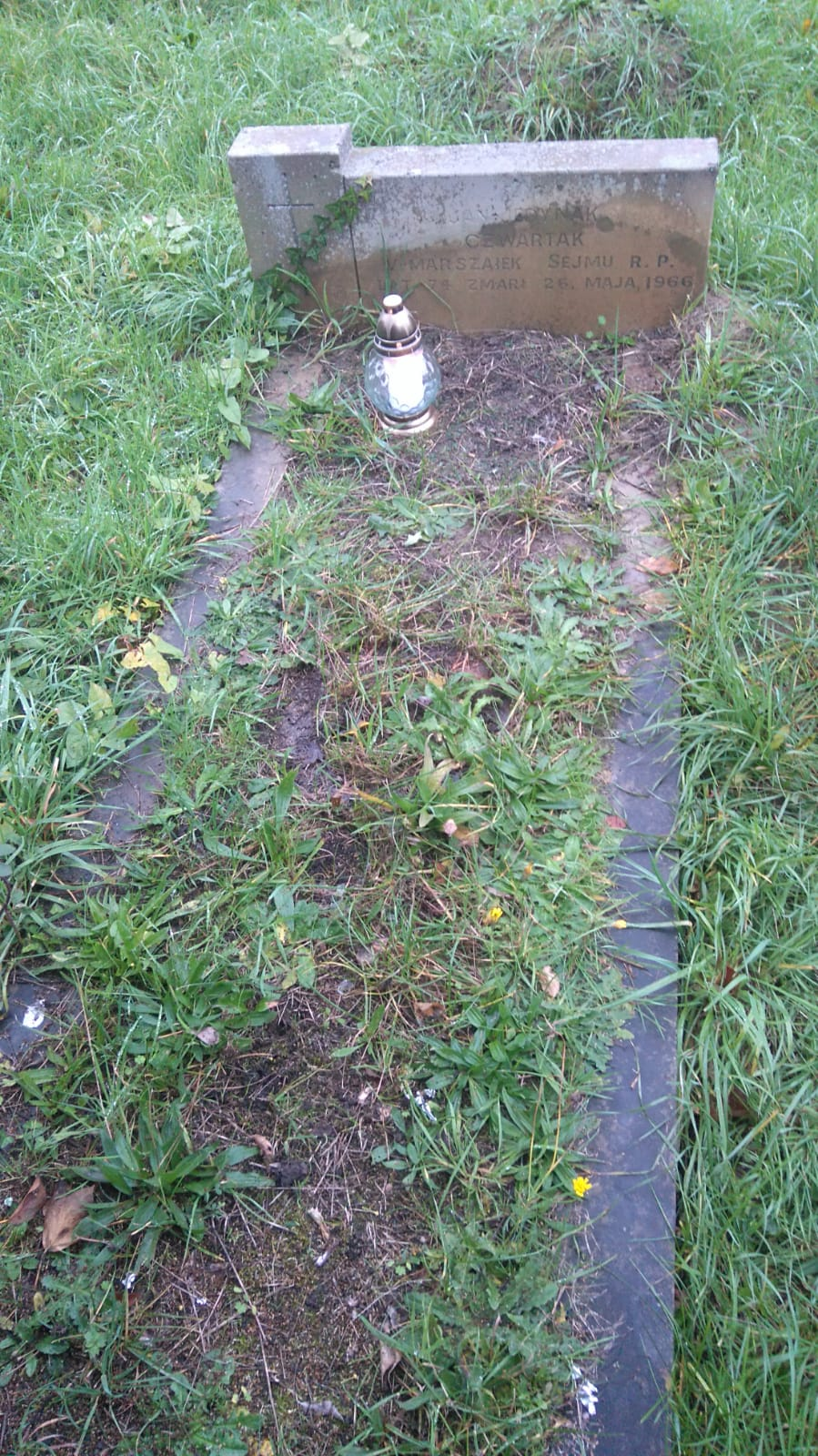
Grób Jana H. Jedynaka

Zmarł 26 maja 1966 w Londynie. Został pochowany na Cmentarzu Kensal Green.

## Ordery i odznaczenia
- Krzyż Srebrny Orderu Wojskowego Virtuti Militari nr 6259 (17 maja 1922)[8]
- Krzyż Niepodległości (6 czerwca 1931)[9]
- Krzyż Walecznych (dwukrotnie – „za czyny męstwa i odwagi wykazane w bojach toczonych w latach 1918–1921”)